# بدي عيش (ألبوم)
بدي عيش هو ثاني ألبومات المطربة اللبنانية هيفاء وهبي٬ صدر في بداية عام 2005 وقد ٱحتوى الألبوم على 14 أغنية. وقد لاقى هذا الألبوم شهره كبيرة في الدول العربية. ونالت هيفا بجائزة أفضل مطربه على هذا الالبوم، ولقيت أغاني الألبوم نجاحا كبيرا بالعالم العربي.

## الأغاني المصورة
- أطلقت أغنية يا حياة قلبي في أكتوبر لعام 2004 وكما كانت أغنية الالبوم الرئيسية. وقد كانت الأغنية الأكثر شهرة واكتسبت شعبية كبيرة في وقت قصير جدا. وكان الفيديو من إخراج سليم الترك.
- وانطلق الكليب الثاني بالألبوم وهو كليب أغنية بدي عيش، عنوان الألبوم، وكانت الأغنية من كلمات المغني والشاعر اللبناني الياس الرحباني الذي كان دفعة كبيرة للأغنية ولهيفا نفسها. وقد قام المخرج الشاب سعيد الماروق بإخراج الكليب، وقد حصد هذا الكليب على الكثير من الجوائز.
- وقد تم اختيار رجب الكليب الثالث في الألبوم. انها الاغنية الأكثر نجاحا. وصلت الأغنية إلى جميع انحاء الوطن العربي، حتى الموسيقى والفيديو. تم الإفراج عنهم في فيديو أقصر من الأغنية من إخراج المخرج المصري هادي الباجوري.
- أنا هيفا هو رابع كليب في الألبوم. وهذه الأغنية تختلف عن غيرها من اغاني الألبوم. فقد استعملت هيفا بالأغنية تقنيات التكنو-بوب مع المؤثرات الصوتية الكبرى وكما لاقت شهره كبيره ووصفها المشاهدين باغنيه مدللة حيث كانت هيفا أول مطربة تغني باسمها.

## اغاني
- انا هيفا
- انا هيفا (موسيقى)
- بحبك حب
- بحبك موت
- بدي عيش
- تيجي ازاي
- رجب
- طول عمري
- فاكرني
- في عينيك
- مخدتش بالي
- نار الاشواق
- هو الزمان (ريمكس)
- يا حياة قلبي

## الفيديو كليب
- يا حياة قلبي (أكتوبر 2004)
- بدي عيش (فبراير 2005)
- رجب (يونيو 2005)
- أنا هيفا (سبتمبر 2005)